# Svartskärssjön
Svartskärssjön är en sjö i Falu kommun i Dalarna och ingår i Dalälvens huvudavrinningsområde. Sjön har en area på 0,142 kvadratkilometer och ligger 158,2 meter över havet.

## Delavrinningsområde
Svartskärssjön ingår i det delavrinningsområde (671501-150057) som SMHI kallar för Mynnar i Runn. Medelhöjden är 180 meter över havet och ytan är 15,28 kvadratkilometer. Räknas de 7 avrinningsområdena uppströms in blir den ackumulerade arean 58,45 kvadratkilometer. Knivån som avvattnar avrinningsområdet har biflödesordning 3, vilket innebär att vattnet flödar genom totalt 3 vattendrag innan det når havet efter 218 kilometer. Avrinningsområdet består mestadels av skog (70 procent). Avrinningsområdet har 0,46 kvadratkilometer vattenytor vilket ger det en sjöprocent på 3 procent.